# L'Homme franc
L'Homme franc (The Plain-Dealer en anglais) est une comédie de la Restauration écrite par le dramaturge anglais William Wycherley et jouée le 11 décembre 1676, puis publiée en 1677. Cette pièce en cinq actes, rédigée en prose, s’inspire ouvertement du Misanthrope de Molière et constitue, avec La Provinciale, l’une des œuvres les plus réussies de l’auteur[réf. nécessaire]. Elle s’inscrit dans la littérature de la Restauration anglaise.

## Résumé
Le héros de la pièce se nomme Manly : réputé franc et honnête, ce marin parti en guerre avait placé sa confiance en son meilleur ami Varnish et en sa bien-aimée, Olivia. Il découvre néanmoins à son retour que les deux intéressés se sont mariés, allant même jusqu’à utiliser, pour ce faire, l’argent que Manly avait confié à Olivia.
Manly est accompagné dans ses péripéties par un autre marin, qui est en réalité une femme déguisée en homme portant le nom de Fidelia. Cette dernière voue une passion secrète à Manly, et ce n’est qu’au bout de nombreux malentendus que le héros abandonne son ancienne passion et accepte l’amour de Fidelia.

## Critiques
L'Homme franc rencontra un grand succès en raison de son ton satirique et implacable, si bien que son auteur fut ensuite surnommé Plain Dealer Wycherley ou Manly Wycherley. De l’aveu même de Voltaire, les principaux éléments du texte « sont plus forts et plus audacieux que ceux du Misanthrope, bien que moins délicats » : « Je ne connais point de comédie chez les anciens ni chez les modernes où il y ait autant d'esprit ».
John Dryden y voit l’une des satires les plus « hardies » de l’histoire du théâtre britannique.[réf. souhaitée]